# Vuelta al País Vasco 2021
Vuelta al País Vasco 2021 – 60. edycja wyścigu kolarskiego Vuelta al País Vasco, która odbyła się w dniach od 5 do 10 kwietnia 2021 na liczącej ponad 797 kilometrów trasie składającej się z 6 etapów, biegnącej z Bilbao do Arrate. Impreza kategorii 2.UWT była częścią UCI World Tour 2021.

## Etapy
| Etap | Data   | Start – Meta                   | type                                | Dystans (km) | Suma wzniesień (m) | Zwycięzca etapu       | Lider           |
| ---- | ------ | ------------------------------ | ----------------------------------- | ------------ | ------------------ | --------------------- | --------------- |
| 1    | 5 kwi  | Bilbao – Bilbao                | jazda indywidualna na czas pod górę | 13,9         | 231 m              | Primož Roglič         | Primož Roglič   |
| 2    | 6 kwi  | Zalla – Sestao                 | pagórkowaty                         | 154,8        | 2512 m             | Alex Aranburu         | Primož Roglič   |
| 3    | 7 kwi  | Amurrio – Llodio               | górzysty                            | 167,7        | 2608 m             | Tadej Pogačar         | Primož Roglič   |
| 4    | 8 kwi  | Vitoria-Gasteiz – Fuenterrabía | pagórkowaty                         | 189,2        | 2655 m             | Ion Izagirre          | Brandon McNulty |
| 5    | 9 kwi  | Fuenterrabía – Ondarroa        | pagórkowaty                         | 160,2        | 2260 m             | Mikkel Frølich Honoré | Brandon McNulty |
| 6    | 10 kwi | Ondarroa – Arrate              | górski                              | 111,9        | 3252 m             | David Gaudu           | Primož Roglič   |

## Uczestnicy

### Drużyny
| WorldTeams (19)- AG2R Citroën Team - Astana-Premier Tech - Bahrain Victorious - Bora-Hansgrohe - Cofidis - Deceuninck-Quick Step - EF Education-Nippo - Groupama-FDJ - Ineos Grenadiers - Intermarché-Wanty-Gobert Matériaux - Israel Start-Up Nation - Jumbo-Visma - Lotto Soudal - Movistar Team - Qhubeka Assos - Team BikeExchange - Team DSM - Trek-Segafredo - UAE Team Emirates ProTeams (5)- Burgos-BH - Caja Rural-Seguros RGA - Euskaltel-Euskadi - Equipo Kern Pharma - Total Direct Énergie |
| |

### Lista startowa
| Astana-Premier Tech APT | Astana-Premier Tech APT              | Astana-Premier Tech APT |
| ----------------------- | ------------------------------------ | ----------------------- |
| Nr                      | Kolarz                               | Miejsce                 |
| 1                       | Ion Izagirre (ESP)                   | 10.                     |
| 2                       | Jakob Fuglsang (DEN)                 | 15.                     |
| 3                       | Alex Aranburu (ESP)                  | 38.                     |
| 4                       | Stefan de Bod (RSA)                  | 93.                     |
| 5                       | Omar Fraile (ESP)                    | 71.                     |
| 6                       | Aleksiej Łucenko (KAZ) (szosa i ITT) | 78.                     |
| 7                       | Óscar Rodríguez (ESP)                | 94.                     |

| Bora-Hansgrohe BOH | Bora-Hansgrohe BOH          | Bora-Hansgrohe BOH |
| ------------------ | --------------------------- | ------------------ |
| Nr                 | Kolarz                      | Miejsce            |
| 11                 | Giovanni Aleotti (ITA)      | 84.                |
| 12                 | Cesare Benedetti (ITA)      | DNF-6              |
| 13                 | Emanuel Buchmann (GER)      | 13.                |
| 14                 | Wilco Kelderman (NED)       | DNF-3              |
| 15                 | Patrick Konrad (AUT)        | 36.                |
| 16                 | Maximilian Schachmann (GER) | 27.                |
| 17                 | Ide Schelling (NED)         | DNF-6              |

| BikeExchange BEX | BikeExchange BEX              | BikeExchange BEX |
| ---------------- | ----------------------------- | ---------------- |
| Nr               | Kolarz                        | Miejsce          |
| 21               | Esteban Chaves (COL)          | 9.               |
| 22               | Dion Smith (NZL)              | DNF-6            |
| 23               | Mikel Nieve (ESP)             | 49.              |
| 24               | Tsgabu Grmay (ETH) (ITT)      | 65.              |
| 25               | Damien Howson (AUS)           | DNF-6            |
| 26               | Christopher Juul-Jensen (DEN) | 88.              |
| 27               | Amund Grøndahl Jansen (NOR)   | DNS-3            |

| UAE Team Emirates UAD | UAE Team Emirates UAD     | UAE Team Emirates UAD |
| --------------------- | ------------------------- | --------------------- |
| Nr                    | Kolarz                    | Miejsce               |
| 31                    | Tadej Pogačar (SLO) (ITT) | 3.                    |
| 32                    | Valerio Conti (ITA)       | DNF-6                 |
| 33                    | Brandon McNulty (USA)     | 17.                   |
| 34                    | Diego Ulissi (ITA)        | 34.                   |
| 35                    | Marc Hirschi (SUI)        | 47.                   |
| 36                    | Rafał Majka (POL)         | 39.                   |
| 37                    | Jan Polanc (SLO)          | 60.                   |

| Groupama-FDJ GFC | Groupama-FDJ GFC         | Groupama-FDJ GFC |
| ---------------- | ------------------------ | ---------------- |
| Nr               | Kolarz                   | Miejsce          |
| 41               | Bruno Armirail (FRA)     | DNF-6            |
| 42               | Clément Davy (FRA)       | DNF-4            |
| 43               | David Gaudu (FRA)        | 5.               |
| 44               | Matthieu Ladagnous (FRA) | 89.              |
| 45               | Miles Scotson (AUS)      | DNF-6            |
| 46               | Romain Seigle (FRA)      | 79.              |
| 47               | Lars van den Berg (NED)  | 95.              |

| Movistar Team MOV | Movistar Team MOV        | Movistar Team MOV |
| ----------------- | ------------------------ | ----------------- |
| Nr                | Kolarz                   | Miejsce           |
| 51                | Jorge Arcas (ESP)        | 96.               |
| 52                | Héctor Carretero (ESP)   | DNF-6             |
| 53                | Enric Mas (ESP)          | 18.               |
| 54                | Sergio Samitier (ESP)    | 72.               |
| 55                | Einer Rubio (COL)        | 86.               |
| 56                | Alejandro Valverde (ESP) | 7.                |
| 57                | Carlos Verona (ESP)      | 58.               |

| EF Education-Nippo EFN | EF Education-Nippo EFN         | EF Education-Nippo EFN |
| ---------------------- | ------------------------------ | ---------------------- |
| Nr                     | Kolarz                         | Miejsce                |
| 61                     | Hugh Carthy (GBR)              | 12.                    |
| 62                     | Jonathan Caicedo (ECU) (szosa) | DNF-6                  |
| 63                     | Diego Camargo (COL)            | DNF-6                  |
| 64                     | Sergio Higuita (COL) (szosa)   | 28.                    |
| 65                     | Alex Howes (USA) (szosa)       | DNF-6                  |
| 66                     | Magnus Cort Nielsen (DEN)      | DNF-6                  |
| 67                     | James Whelan (AUS)             | DNS-3                  |

| Trek-Segafredo TFS | Trek-Segafredo TFS     | Trek-Segafredo TFS |
| ------------------ | ---------------------- | ------------------ |
| Nr                 | Kolarz                 | Miejsce            |
| 71                 | Bauke Mollema (NED)    | DNF-6              |
| 72                 | Julien Bernard (FRA)   | 73.                |
| 73                 | Nicola Conci (ITA)     | DNF-6              |
| 74                 | Niklas Eg (DEN)        | 41.                |
| 75                 | Alexander Kamp (DEN)   | DNF-6              |
| 76                 | Juan Pedro López (ESP) | 50.                |
| 77                 | Toms Skujiņš (LAT)     | DNF-6              |

| Deceuninck-Quick Step DQT | Deceuninck-Quick Step DQT   | Deceuninck-Quick Step DQT |
| ------------------------- | --------------------------- | ------------------------- |
| Nr                        | Kolarz                      | Miejsce                   |
| 81                        | Mattia Cattaneo (ITA)       | DNF-6                     |
| 82                        | Josef Černý (CZE) (ITT)     | DNF-6                     |
| 83                        | Ian Garrison (USA) (ITT)    | DNF-6                     |
| 84                        | Mikkel Frølich Honoré (DEN) | 83.                       |
| 85                        | James Knox (GBR)            | 14.                       |
| 86                        | Pieter Serry (BEL)          | 54.                       |
| 87                        | Mauri Vansevenant (BEL)     | 11.                       |

| Cofidis COF | Cofidis COF            | Cofidis COF |
| ----------- | ---------------------- | ----------- |
| Nr          | Kolarz                 | Miejsce     |
| 91          | Fernando Barceló (ESP) | 77.         |
| 92          | Rubén Fernández (ESP)  | 16.         |
| 93          | Simon Geschke (GER)    | DNF-6       |
| 94          | Jesús Herrada (ESP)    | 46.         |
| 95          | Guillaume Martin (FRA) | 31.         |
| 96          | Nicolas Edet (FRA)     | 68.         |
| 97          | Anthony Perez (FRA)    | 82.         |

| Lotto-Soudal LTS | Lotto-Soudal LTS         | Lotto-Soudal LTS |
| ---------------- | ------------------------ | ---------------- |
| Nr               | Kolarz                   | Miejsce          |
| 101              | Sylvain Moniquet (BEL)   | 61.              |
| 102              | Thomas De Gendt (BEL)    | DNF-6            |
| 103              | Matthew Holmes (GBR)     | DNF-6            |
| 104              | Sébastien Grignard (BEL) | DNF-6            |
| 105              | Tomasz Marczyński (POL)  | DNF-6            |
| 106              | Filippo Conca (ITA)      | 101.             |
| 107              | Stefano Oldani (ITA)     | DNF-6            |

| Ineos Grenadiers IGD | Ineos Grenadiers IGD     | Ineos Grenadiers IGD |
| -------------------- | ------------------------ | -------------------- |
| Nr                   | Kolarz                   | Miejsce              |
| 111                  | Adam Yates (GBR)         | 4.                   |
| 112                  | Andrey Amador (CRC)      | DNF-6                |
| 113                  | Richard Carapaz (ECU)    | 19.                  |
| 114                  | Laurens De Plus (BEL)    | DNF-6                |
| 115                  | Edward Dunbar (IRL)      | 42.                  |
| 116                  | Tao Geoghegan Hart (GBR) | DNF-6                |
| 117                  | Ben Swift (GBR) (szosa)  | DNF-6                |

| Intermarché-Wanty-Gobert Matériaux IWG | Intermarché-Wanty-Gobert Matériaux IWG | Intermarché-Wanty-Gobert Matériaux IWG |
| -------------------------------------- | -------------------------------------- | -------------------------------------- |
| Nr                                     | Kolarz                                 | Miejsce                                |
| 121                                    | Théo Delacroix (FRA)                   | DNF-6                                  |
| 122                                    | Odd Christian Eiking (NOR)             | 33.                                    |
| 123                                    | Alexander Evans (AUS)                  | DNF-6                                  |
| 124                                    | Quinten Hermans (BEL)                  | 30.                                    |
| 125                                    | Maurits Lammertink (NED)               | 45.                                    |
| 126                                    | Lorenzo Rota (ITA)                     | DNF-6                                  |
| 127                                    | Georg Zimmermann (GER)                 | DNF-5                                  |

| Team DSM DSM | Team DSM DSM                   | Team DSM DSM |
| ------------ | ------------------------------ | ------------ |
| Nr           | Kolarz                         | Miejsce      |
| 131          | Romain Combaud (FRA)           | 63.          |
| 132          | Mark Donovan (GBR)             | 32.          |
| 133          | Felix Gall (AUT)               | 85.          |
| 134          | Andreas Leknessund (NOR) (ITT) | DNF-6        |
| 135          | Martijn Tusveld (NED)          | DNF-6        |
| 136          | Kevin Vermaerke (USA)          | DNS-4        |
| 137          | Ilan Van Wilder (BEL)          | 29.          |

| Jumbo-Visma TJV | Jumbo-Visma TJV             | Jumbo-Visma TJV |
| --------------- | --------------------------- | --------------- |
| Nr              | Kolarz                      | Miejsce         |
| 141             | Primož Roglič (SLO) (szosa) | 1.              |
| 142             | Tobias Foss (NOR)           | 48.             |
| 143             | Christoph Pfingsten (GER)   | 103.            |
| 144             | Lennard Hofstede (NED)      | DNF-6           |
| 145             | Antwan Tolhoek (NED)        | 37.             |
| 146             | Sam Oomen (NED)             | 25.             |
| 147             | Jonas Vingegaard (DEN)      | 2.              |

| AG2R Citroën Team ACT | AG2R Citroën Team ACT        | AG2R Citroën Team ACT |
| --------------------- | ---------------------------- | --------------------- |
| Nr                    | Kolarz                       | Miejsce               |
| 151                   | Benoît Cosnefroy (FRA)       | DNS-5                 |
| 152                   | Ben Gastauer (LUX)           | 80.                   |
| 153                   | Mathias Frank (SUI)          | DNF-6                 |
| 154                   | Ben O’Connor (AUS)           | 23.                   |
| 155                   | Aurélien Paret-Peintre (FRA) | 52.                   |
| 156                   | Nicolas Prodhomme (FRA)      | 57.                   |
| 157                   | Larry Warbasse (USA)         | 55.                   |

| Israel Start-Up Nation ISN | Israel Start-Up Nation ISN | Israel Start-Up Nation ISN |
| -------------------------- | -------------------------- | -------------------------- |
| Nr                         | Kolarz                     | Miejsce                    |
| 161                        | Michael Woods (CAN)        | DNS-4                      |
| 162                        | Patrick Bevin (NZL)        | 20.                        |
| 163                        | Alexander Cataford (CAN)   | DNF-6                      |
| 164                        | Ben Hermans (BEL)          | DNF-6                      |
| 165                        | Daryl Impey (RSA)          | 59.                        |
| 166                        | Krists Neilands (LAT)      | 69.                        |
| 167                        | James Piccoli (CAN)        | DNF-4                      |

| Bahrain Victorious TBV | Bahrain Victorious TBV   | Bahrain Victorious TBV |
| ---------------------- | ------------------------ | ---------------------- |
| Nr                     | Kolarz                   | Miejsce                |
| 171                    | Mikel Landa (ESP)        | 8.                     |
| 172                    | Yukiya Arashiro (JPN)    | 81.                    |
| 173                    | Pello Bilbao (ESP) (ITT) | 6.                     |
| 174                    | Eros Capecchi (ITA)      | DNF-6                  |
| 175                    | Gino Mäder (SUI)         | 21.                    |
| 176                    | Mark Padun (UKR)         | 91.                    |
| 177                    | Rafael Valls (ESP)       | DNF-6                  |

| Qhubeka Assos TQA | Qhubeka Assos TQA       | Qhubeka Assos TQA |
| ----------------- | ----------------------- | ----------------- |
| Nr                | Kolarz                  | Miejsce           |
| 181               | Fabio Aru (ITA)         | 24.               |
| 182               | Sean Bennett (USA)      | 90.               |
| 183               | Simon Clarke (AUS)      | DNS-6             |
| 185               | Bert-Jan Lindeman (NED) | DNF-6             |
| 186               | Mauro Schmid (SUI)      | 92.               |
| 187               | Kilian Frankiny (SUI)   | 98.               |

| Caja Rural-Seguros RGA CJR | Caja Rural-Seguros RGA CJR     | Caja Rural-Seguros RGA CJR |
| -------------------------- | ------------------------------ | -------------------------- |
| Nr                         | Kolarz                         | Miejsce                    |
| 191                        | Jonathan Lastra (ESP)          | 26.                        |
| 192                        | Jon Barrenetxea (ESP)          | 87.                        |
| 193                        | Jon Aberasturi (ESP)           | DNF-6                      |
| 194                        | Jon Irisarri (ESP)             | DNF-6                      |
| 195                        | Alejandro Osorio (COL)         | 56.                        |
| 196                        | Oier Lazkano (ESP)             | DNF-6                      |
| 197                        | Jefferson Alveiro Cepeda (ECU) | 62.                        |

| Burgos-BH BBH | Burgos-BH BBH            | Burgos-BH BBH |
| ------------- | ------------------------ | ------------- |
| Nr            | Kolarz                   | Miejsce       |
| 201           | Ángel Madrazo (ESP)      | 67.           |
| 202           | Ander Okamika (ESP)      | 97.           |
| 203           | Daniel Navarro (ESP)     | 64.           |
| 204           | Carlos Canal (ESP)       |               |
| 205           | Óscar Cabedo (ESP)       | 66.           |
| 206           | Jesús Ezquerra (ESP)     | 40.           |
| 207           | Juan Felipe Osorio (COL) | OTL-6         |

| Total Direct Énergie TDE | Total Direct Énergie TDE | Total Direct Énergie TDE |
| ------------------------ | ------------------------ | ------------------------ |
| Nr                       | Kolarz                   | Miejsce                  |
| 211                      | Mathieu Burgaudeau (FRA) | 75.                      |
| 212                      | Víctor de la Parte (ESP) | DNS-5                    |
| 213                      | Fabien Doubey (FRA)      | 51.                      |
| 214                      | Fabien Grellier (FRA)    | DNF-6                    |
| 215                      | Pierre Latour (FRA)      | 22.                      |
| 216                      | Cristián Rodríguez (ESP) | 35.                      |
| 217                      | Julien Simon (FRA)       | DNF-6                    |

| Equipo Kern Pharma EKP | Equipo Kern Pharma EKP   | Equipo Kern Pharma EKP |
| ---------------------- | ------------------------ | ---------------------- |
| Nr                     | Kolarz                   | Miejsce                |
| 221                    | Roger Adrià (ESP)        | 76.                    |
| 222                    | Francisco Galván (ESP)   | DNS-1                  |
| 223                    | Urko Berrade (ESP)       | DNF-6                  |
| 224                    | Martí Márquez (ESP)      | DNS-1                  |
| 225                    | José Félix Parra (ESP)   | 44.                    |
| 226                    | Jon Agirre (ESP)         | 43.                    |
| 227                    | Raúl García Pierna (ESP) | 100.                   |

| Euskaltel-Euskadi EUS | Euskaltel-Euskadi EUS | Euskaltel-Euskadi EUS |
| --------------------- | --------------------- | --------------------- |
| Nr                    | Kolarz                | Miejsce               |
| 231                   | Mikel Aristi (ESP)    | 102.                  |
| 232                   | Mikel Bizkarra (ESP)  | DNS-3                 |
| 233                   | Unai Cuadrado (ESP)   | DNF-6                 |
| 234                   | Mikel Iturria (ESP)   | 99.                   |
| 235                   | Txomin Juaristi (ESP) | 74.                   |
| 236                   | Gotzon Martín (ESP)   | 53.                   |
| 237                   | Luis Ángel Maté (ESP) | 70.                   |

| Astana-Premier Tech APT | Astana-Premier Tech APT              | Astana-Premier Tech APT |
| ----------------------- | ------------------------------------ | ----------------------- |
| Nr                      | Kolarz                               | Miejsce                 |
| 1                       | Ion Izagirre (ESP)                   | 10.                     |
| 2                       | Jakob Fuglsang (DEN)                 | 15.                     |
| 3                       | Alex Aranburu (ESP)                  | 38.                     |
| 4                       | Stefan de Bod (RSA)                  | 93.                     |
| 5                       | Omar Fraile (ESP)                    | 71.                     |
| 6                       | Aleksiej Łucenko (KAZ) (szosa i ITT) | 78.                     |
| 7                       | Óscar Rodríguez (ESP)                | 94.                     |

| Bora-Hansgrohe BOH | Bora-Hansgrohe BOH          | Bora-Hansgrohe BOH |
| ------------------ | --------------------------- | ------------------ |
| Nr                 | Kolarz                      | Miejsce            |
| 11                 | Giovanni Aleotti (ITA)      | 84.                |
| 12                 | Cesare Benedetti (ITA)      | DNF-6              |
| 13                 | Emanuel Buchmann (GER)      | 13.                |
| 14                 | Wilco Kelderman (NED)       | DNF-3              |
| 15                 | Patrick Konrad (AUT)        | 36.                |
| 16                 | Maximilian Schachmann (GER) | 27.                |
| 17                 | Ide Schelling (NED)         | DNF-6              |

| BikeExchange BEX | BikeExchange BEX              | BikeExchange BEX |
| ---------------- | ----------------------------- | ---------------- |
| Nr               | Kolarz                        | Miejsce          |
| 21               | Esteban Chaves (COL)          | 9.               |
| 22               | Dion Smith (NZL)              | DNF-6            |
| 23               | Mikel Nieve (ESP)             | 49.              |
| 24               | Tsgabu Grmay (ETH) (ITT)      | 65.              |
| 25               | Damien Howson (AUS)           | DNF-6            |
| 26               | Christopher Juul-Jensen (DEN) | 88.              |
| 27               | Amund Grøndahl Jansen (NOR)   | DNS-3            |

| UAE Team Emirates UAD | UAE Team Emirates UAD     | UAE Team Emirates UAD |
| --------------------- | ------------------------- | --------------------- |
| Nr                    | Kolarz                    | Miejsce               |
| 31                    | Tadej Pogačar (SLO) (ITT) | 3.                    |
| 32                    | Valerio Conti (ITA)       | DNF-6                 |
| 33                    | Brandon McNulty (USA)     | 17.                   |
| 34                    | Diego Ulissi (ITA)        | 34.                   |
| 35                    | Marc Hirschi (SUI)        | 47.                   |
| 36                    | Rafał Majka (POL)         | 39.                   |
| 37                    | Jan Polanc (SLO)          | 60.                   |

| Groupama-FDJ GFC | Groupama-FDJ GFC         | Groupama-FDJ GFC |
| ---------------- | ------------------------ | ---------------- |
| Nr               | Kolarz                   | Miejsce          |
| 41               | Bruno Armirail (FRA)     | DNF-6            |
| 42               | Clément Davy (FRA)       | DNF-4            |
| 43               | David Gaudu (FRA)        | 5.               |
| 44               | Matthieu Ladagnous (FRA) | 89.              |
| 45               | Miles Scotson (AUS)      | DNF-6            |
| 46               | Romain Seigle (FRA)      | 79.              |
| 47               | Lars van den Berg (NED)  | 95.              |

| Movistar Team MOV | Movistar Team MOV        | Movistar Team MOV |
| ----------------- | ------------------------ | ----------------- |
| Nr                | Kolarz                   | Miejsce           |
| 51                | Jorge Arcas (ESP)        | 96.               |
| 52                | Héctor Carretero (ESP)   | DNF-6             |
| 53                | Enric Mas (ESP)          | 18.               |
| 54                | Sergio Samitier (ESP)    | 72.               |
| 55                | Einer Rubio (COL)        | 86.               |
| 56                | Alejandro Valverde (ESP) | 7.                |
| 57                | Carlos Verona (ESP)      | 58.               |

| EF Education-Nippo EFN | EF Education-Nippo EFN         | EF Education-Nippo EFN |
| ---------------------- | ------------------------------ | ---------------------- |
| Nr                     | Kolarz                         | Miejsce                |
| 61                     | Hugh Carthy (GBR)              | 12.                    |
| 62                     | Jonathan Caicedo (ECU) (szosa) | DNF-6                  |
| 63                     | Diego Camargo (COL)            | DNF-6                  |
| 64                     | Sergio Higuita (COL) (szosa)   | 28.                    |
| 65                     | Alex Howes (USA) (szosa)       | DNF-6                  |
| 66                     | Magnus Cort Nielsen (DEN)      | DNF-6                  |
| 67                     | James Whelan (AUS)             | DNS-3                  |

| Trek-Segafredo TFS | Trek-Segafredo TFS     | Trek-Segafredo TFS |
| ------------------ | ---------------------- | ------------------ |
| Nr                 | Kolarz                 | Miejsce            |
| 71                 | Bauke Mollema (NED)    | DNF-6              |
| 72                 | Julien Bernard (FRA)   | 73.                |
| 73                 | Nicola Conci (ITA)     | DNF-6              |
| 74                 | Niklas Eg (DEN)        | 41.                |
| 75                 | Alexander Kamp (DEN)   | DNF-6              |
| 76                 | Juan Pedro López (ESP) | 50.                |
| 77                 | Toms Skujiņš (LAT)     | DNF-6              |

| Deceuninck-Quick Step DQT | Deceuninck-Quick Step DQT   | Deceuninck-Quick Step DQT |
| ------------------------- | --------------------------- | ------------------------- |
| Nr                        | Kolarz                      | Miejsce                   |
| 81                        | Mattia Cattaneo (ITA)       | DNF-6                     |
| 82                        | Josef Černý (CZE) (ITT)     | DNF-6                     |
| 83                        | Ian Garrison (USA) (ITT)    | DNF-6                     |
| 84                        | Mikkel Frølich Honoré (DEN) | 83.                       |
| 85                        | James Knox (GBR)            | 14.                       |
| 86                        | Pieter Serry (BEL)          | 54.                       |
| 87                        | Mauri Vansevenant (BEL)     | 11.                       |

| Cofidis COF | Cofidis COF            | Cofidis COF |
| ----------- | ---------------------- | ----------- |
| Nr          | Kolarz                 | Miejsce     |
| 91          | Fernando Barceló (ESP) | 77.         |
| 92          | Rubén Fernández (ESP)  | 16.         |
| 93          | Simon Geschke (GER)    | DNF-6       |
| 94          | Jesús Herrada (ESP)    | 46.         |
| 95          | Guillaume Martin (FRA) | 31.         |
| 96          | Nicolas Edet (FRA)     | 68.         |
| 97          | Anthony Perez (FRA)    | 82.         |

| Lotto-Soudal LTS | Lotto-Soudal LTS         | Lotto-Soudal LTS |
| ---------------- | ------------------------ | ---------------- |
| Nr               | Kolarz                   | Miejsce          |
| 101              | Sylvain Moniquet (BEL)   | 61.              |
| 102              | Thomas De Gendt (BEL)    | DNF-6            |
| 103              | Matthew Holmes (GBR)     | DNF-6            |
| 104              | Sébastien Grignard (BEL) | DNF-6            |
| 105              | Tomasz Marczyński (POL)  | DNF-6            |
| 106              | Filippo Conca (ITA)      | 101.             |
| 107              | Stefano Oldani (ITA)     | DNF-6            |

| Ineos Grenadiers IGD | Ineos Grenadiers IGD     | Ineos Grenadiers IGD |
| -------------------- | ------------------------ | -------------------- |
| Nr                   | Kolarz                   | Miejsce              |
| 111                  | Adam Yates (GBR)         | 4.                   |
| 112                  | Andrey Amador (CRC)      | DNF-6                |
| 113                  | Richard Carapaz (ECU)    | 19.                  |
| 114                  | Laurens De Plus (BEL)    | DNF-6                |
| 115                  | Edward Dunbar (IRL)      | 42.                  |
| 116                  | Tao Geoghegan Hart (GBR) | DNF-6                |
| 117                  | Ben Swift (GBR) (szosa)  | DNF-6                |

| Intermarché-Wanty-Gobert Matériaux IWG | Intermarché-Wanty-Gobert Matériaux IWG | Intermarché-Wanty-Gobert Matériaux IWG |
| -------------------------------------- | -------------------------------------- | -------------------------------------- |
| Nr                                     | Kolarz                                 | Miejsce                                |
| 121                                    | Théo Delacroix (FRA)                   | DNF-6                                  |
| 122                                    | Odd Christian Eiking (NOR)             | 33.                                    |
| 123                                    | Alexander Evans (AUS)                  | DNF-6                                  |
| 124                                    | Quinten Hermans (BEL)                  | 30.                                    |
| 125                                    | Maurits Lammertink (NED)               | 45.                                    |
| 126                                    | Lorenzo Rota (ITA)                     | DNF-6                                  |
| 127                                    | Georg Zimmermann (GER)                 | DNF-5                                  |

| Team DSM DSM | Team DSM DSM                   | Team DSM DSM |
| ------------ | ------------------------------ | ------------ |
| Nr           | Kolarz                         | Miejsce      |
| 131          | Romain Combaud (FRA)           | 63.          |
| 132          | Mark Donovan (GBR)             | 32.          |
| 133          | Felix Gall (AUT)               | 85.          |
| 134          | Andreas Leknessund (NOR) (ITT) | DNF-6        |
| 135          | Martijn Tusveld (NED)          | DNF-6        |
| 136          | Kevin Vermaerke (USA)          | DNS-4        |
| 137          | Ilan Van Wilder (BEL)          | 29.          |

| Jumbo-Visma TJV | Jumbo-Visma TJV             | Jumbo-Visma TJV |
| --------------- | --------------------------- | --------------- |
| Nr              | Kolarz                      | Miejsce         |
| 141             | Primož Roglič (SLO) (szosa) | 1.              |
| 142             | Tobias Foss (NOR)           | 48.             |
| 143             | Christoph Pfingsten (GER)   | 103.            |
| 144             | Lennard Hofstede (NED)      | DNF-6           |
| 145             | Antwan Tolhoek (NED)        | 37.             |
| 146             | Sam Oomen (NED)             | 25.             |
| 147             | Jonas Vingegaard (DEN)      | 2.              |

| AG2R Citroën Team ACT | AG2R Citroën Team ACT        | AG2R Citroën Team ACT |
| --------------------- | ---------------------------- | --------------------- |
| Nr                    | Kolarz                       | Miejsce               |
| 151                   | Benoît Cosnefroy (FRA)       | DNS-5                 |
| 152                   | Ben Gastauer (LUX)           | 80.                   |
| 153                   | Mathias Frank (SUI)          | DNF-6                 |
| 154                   | Ben O’Connor (AUS)           | 23.                   |
| 155                   | Aurélien Paret-Peintre (FRA) | 52.                   |
| 156                   | Nicolas Prodhomme (FRA)      | 57.                   |
| 157                   | Larry Warbasse (USA)         | 55.                   |

| Israel Start-Up Nation ISN | Israel Start-Up Nation ISN | Israel Start-Up Nation ISN |
| -------------------------- | -------------------------- | -------------------------- |
| Nr                         | Kolarz                     | Miejsce                    |
| 161                        | Michael Woods (CAN)        | DNS-4                      |
| 162                        | Patrick Bevin (NZL)        | 20.                        |
| 163                        | Alexander Cataford (CAN)   | DNF-6                      |
| 164                        | Ben Hermans (BEL)          | DNF-6                      |
| 165                        | Daryl Impey (RSA)          | 59.                        |
| 166                        | Krists Neilands (LAT)      | 69.                        |
| 167                        | James Piccoli (CAN)        | DNF-4                      |

| Bahrain Victorious TBV | Bahrain Victorious TBV   | Bahrain Victorious TBV |
| ---------------------- | ------------------------ | ---------------------- |
| Nr                     | Kolarz                   | Miejsce                |
| 171                    | Mikel Landa (ESP)        | 8.                     |
| 172                    | Yukiya Arashiro (JPN)    | 81.                    |
| 173                    | Pello Bilbao (ESP) (ITT) | 6.                     |
| 174                    | Eros Capecchi (ITA)      | DNF-6                  |
| 175                    | Gino Mäder (SUI)         | 21.                    |
| 176                    | Mark Padun (UKR)         | 91.                    |
| 177                    | Rafael Valls (ESP)       | DNF-6                  |

| Qhubeka Assos TQA | Qhubeka Assos TQA       | Qhubeka Assos TQA |
| ----------------- | ----------------------- | ----------------- |
| Nr                | Kolarz                  | Miejsce           |
| 181               | Fabio Aru (ITA)         | 24.               |
| 182               | Sean Bennett (USA)      | 90.               |
| 183               | Simon Clarke (AUS)      | DNS-6             |
| 185               | Bert-Jan Lindeman (NED) | DNF-6             |
| 186               | Mauro Schmid (SUI)      | 92.               |
| 187               | Kilian Frankiny (SUI)   | 98.               |

| Caja Rural-Seguros RGA CJR | Caja Rural-Seguros RGA CJR     | Caja Rural-Seguros RGA CJR |
| -------------------------- | ------------------------------ | -------------------------- |
| Nr                         | Kolarz                         | Miejsce                    |
| 191                        | Jonathan Lastra (ESP)          | 26.                        |
| 192                        | Jon Barrenetxea (ESP)          | 87.                        |
| 193                        | Jon Aberasturi (ESP)           | DNF-6                      |
| 194                        | Jon Irisarri (ESP)             | DNF-6                      |
| 195                        | Alejandro Osorio (COL)         | 56.                        |
| 196                        | Oier Lazkano (ESP)             | DNF-6                      |
| 197                        | Jefferson Alveiro Cepeda (ECU) | 62.                        |

| Burgos-BH BBH | Burgos-BH BBH            | Burgos-BH BBH |
| ------------- | ------------------------ | ------------- |
| Nr            | Kolarz                   | Miejsce       |
| 201           | Ángel Madrazo (ESP)      | 67.           |
| 202           | Ander Okamika (ESP)      | 97.           |
| 203           | Daniel Navarro (ESP)     | 64.           |
| 204           | Carlos Canal (ESP)       |               |
| 205           | Óscar Cabedo (ESP)       | 66.           |
| 206           | Jesús Ezquerra (ESP)     | 40.           |
| 207           | Juan Felipe Osorio (COL) | OTL-6         |

| Total Direct Énergie TDE | Total Direct Énergie TDE | Total Direct Énergie TDE |
| ------------------------ | ------------------------ | ------------------------ |
| Nr                       | Kolarz                   | Miejsce                  |
| 211                      | Mathieu Burgaudeau (FRA) | 75.                      |
| 212                      | Víctor de la Parte (ESP) | DNS-5                    |
| 213                      | Fabien Doubey (FRA)      | 51.                      |
| 214                      | Fabien Grellier (FRA)    | DNF-6                    |
| 215                      | Pierre Latour (FRA)      | 22.                      |
| 216                      | Cristián Rodríguez (ESP) | 35.                      |
| 217                      | Julien Simon (FRA)       | DNF-6                    |

| Equipo Kern Pharma EKP | Equipo Kern Pharma EKP   | Equipo Kern Pharma EKP |
| ---------------------- | ------------------------ | ---------------------- |
| Nr                     | Kolarz                   | Miejsce                |
| 221                    | Roger Adrià (ESP)        | 76.                    |
| 222                    | Francisco Galván (ESP)   | DNS-1                  |
| 223                    | Urko Berrade (ESP)       | DNF-6                  |
| 224                    | Martí Márquez (ESP)      | DNS-1                  |
| 225                    | José Félix Parra (ESP)   | 44.                    |
| 226                    | Jon Agirre (ESP)         | 43.                    |
| 227                    | Raúl García Pierna (ESP) | 100.                   |

| Euskaltel-Euskadi EUS | Euskaltel-Euskadi EUS | Euskaltel-Euskadi EUS |
| --------------------- | --------------------- | --------------------- |
| Nr                    | Kolarz                | Miejsce               |
| 231                   | Mikel Aristi (ESP)    | 102.                  |
| 232                   | Mikel Bizkarra (ESP)  | DNS-3                 |
| 233                   | Unai Cuadrado (ESP)   | DNF-6                 |
| 234                   | Mikel Iturria (ESP)   | 99.                   |
| 235                   | Txomin Juaristi (ESP) | 74.                   |
| 236                   | Gotzon Martín (ESP)   | 53.                   |
| 237                   | Luis Ángel Maté (ESP) | 70.                   |

Legenda: DNF – nie ukończył etapu, OTL – przekroczył limit czasu, DNS – nie wystartował do etapu, DSQ – zdyskwalifikowany. Numer przy skrócie oznacza etap, na którym kolarz opuścił wyścig.

## Wyniki etapów

### Etap 1
| Bilbao - Bilbao | jazda indywidualna na czas pod górę | (13,9 km) |

| \| Klasyfikacja etapu \| Klasyfikacja etapu \| Klasyfikacja etapu \| Klasyfikacja etapu \| Klasyfikacja etapu \| \| Kolarz \| Kolarz \| Państwo \| Drużyna \| Czas \| \| ------------------ \| --------------------- \| ------------------ \| ---------------------- \| ------------------ \| \| 1. \| Primož Roglič \| Słowenia \| Jumbo-Visma \| 17' 17" \| \| 2. \| Brandon McNulty \| Stany Zjednoczone \| UAE Team Emirates \| + 2" \| \| 3. \| Jonas Vingegaard \| Dania \| Jumbo-Visma \| + 18" \| \| 4. \| Tobias Foss \| Norwegia \| Jumbo-Visma \| + 24" \| \| 5. \| Tadej Pogačar \| Słowenia \| UAE Team Emirates \| + 28" \| \| 6. \| Adam Yates \| Wielka Brytania \| Ineos Grenadiers \| + 28" \| \| 7. \| Patrick Bevin \| Nowa Zelandia \| Israel Start-Up Nation \| + 28" \| \| 8. \| Ide Schelling \| Holandia \| Bora-Hansgrohe \| + 29" \| \| 9. \| Alex Aranburu \| Hiszpania \| Astana-Premier Tech \| + 30" \| \| 10. \| Maximilian Schachmann \| Niemcy \| Bora-Hansgrohe \| + 31" \| |                       |                   |                        |         |
| |                       |                   |                        |         |
| Źródło: ProCyclingStats |                       |                   |                        |         |
| Klasyfikacja etapu |                       |                   |                        |         |
| Kolarz | Kolarz                | Państwo           | Drużyna                | Czas    |
| 1. | Primož Roglič         | Słowenia          | Jumbo-Visma            | 17' 17" |
| 2. | Brandon McNulty       | Stany Zjednoczone | UAE Team Emirates      | + 2"    |
| 3. | Jonas Vingegaard      | Dania             | Jumbo-Visma            | + 18"   |
| 4. | Tobias Foss           | Norwegia          | Jumbo-Visma            | + 24"   |
| 5. | Tadej Pogačar         | Słowenia          | UAE Team Emirates      | + 28"   |
| 6. | Adam Yates            | Wielka Brytania   | Ineos Grenadiers       | + 28"   |
| 7. | Patrick Bevin         | Nowa Zelandia     | Israel Start-Up Nation | + 28"   |
| 8. | Ide Schelling         | Holandia          | Bora-Hansgrohe         | + 29"   |
| 9. | Alex Aranburu         | Hiszpania         | Astana-Premier Tech    | + 30"   |
| 10. | Maximilian Schachmann | Niemcy            | Bora-Hansgrohe         | + 31"   |

| \| Klasyfikacja generalna \| Klasyfikacja generalna \| Klasyfikacja generalna \| Klasyfikacja generalna \| Klasyfikacja generalna \| \| Kolarz \| Kolarz \| Państwo \| Drużyna \| Czas \| \| ---------------------- \| ---------------------- \| ---------------------- \| ---------------------- \| ---------------------- \| \| 1. \| Primož Roglič \| Słowenia \| Jumbo-Visma \| 17' 17" \| \| 2. \| Brandon McNulty \| Stany Zjednoczone \| UAE Team Emirates \| + 2" \| \| 3. \| Jonas Vingegaard \| Dania \| Jumbo-Visma \| + 18" \| \| 4. \| Tobias Foss \| Norwegia \| Jumbo-Visma \| + 24" \| \| 5. \| Tadej Pogačar \| Słowenia \| UAE Team Emirates \| + 28" \| \| 6. \| Adam Yates \| Wielka Brytania \| Ineos Grenadiers \| + 28" \| \| 7. \| Patrick Bevin \| Nowa Zelandia \| Israel Start-Up Nation \| + 28" \| \| 8. \| Ide Schelling \| Holandia \| Bora-Hansgrohe \| + 29" \| \| 9. \| Alex Aranburu \| Hiszpania \| Astana-Premier Tech \| + 30" \| \| 10. \| Maximilian Schachmann \| Niemcy \| Bora-Hansgrohe \| + 31" \| |                       |                   |                        |         |
| |                       |                   |                        |         |
| Źródło: ProCyclingStats |                       |                   |                        |         |
| Klasyfikacja generalna |                       |                   |                        |         |
| Kolarz | Kolarz                | Państwo           | Drużyna                | Czas    |
| 1. | Primož Roglič         | Słowenia          | Jumbo-Visma            | 17' 17" |
| 2. | Brandon McNulty       | Stany Zjednoczone | UAE Team Emirates      | + 2"    |
| 3. | Jonas Vingegaard      | Dania             | Jumbo-Visma            | + 18"   |
| 4. | Tobias Foss           | Norwegia          | Jumbo-Visma            | + 24"   |
| 5. | Tadej Pogačar         | Słowenia          | UAE Team Emirates      | + 28"   |
| 6. | Adam Yates            | Wielka Brytania   | Ineos Grenadiers       | + 28"   |
| 7. | Patrick Bevin         | Nowa Zelandia     | Israel Start-Up Nation | + 28"   |
| 8. | Ide Schelling         | Holandia          | Bora-Hansgrohe         | + 29"   |
| 9. | Alex Aranburu         | Hiszpania         | Astana-Premier Tech    | + 30"   |
| 10. | Maximilian Schachmann | Niemcy            | Bora-Hansgrohe         | + 31"   |

### Etap 2
| Zalla - Sestao | pagórkowaty | (154,8 km) |

| \| Klasyfikacja etapu \| Klasyfikacja etapu \| Klasyfikacja etapu \| Klasyfikacja etapu \| Klasyfikacja etapu \| \| Kolarz \| Kolarz \| Państwo \| Drużyna \| Czas \| \| ------------------ \| --------------------- \| ------------------ \| ---------------------- \| ------------------ \| \| 1. \| Alex Aranburu \| Hiszpania \| Astana-Premier Tech \| 3h 45' 32" \| \| 2. \| Omar Fraile \| Hiszpania \| Astana-Premier Tech \| + 15" \| \| 3. \| Tadej Pogačar \| Słowenia \| UAE Team Emirates \| + 15" \| \| 4. \| David Gaudu \| Francja \| Groupama-FDJ \| + 15" \| \| 5. \| Michael Woods \| Kanada \| Israel Start-Up Nation \| + 15" \| \| 6. \| Primož Roglič \| Słowenia \| Jumbo-Visma \| + 15" \| \| 7. \| Maximilian Schachmann \| Niemcy \| Bora-Hansgrohe \| + 15" \| \| 8. \| Mikel Landa \| Hiszpania \| Bahrain Victorious \| + 15" \| \| 9. \| Sergio Higuita \| Kolumbia \| EF Education-Nippo \| + 15" \| \| 10. \| Alejandro Valverde \| Hiszpania \| Movistar Team \| + 15" \| |                       |           |                        |            |
| |                       |           |                        |            |
| Źródło: ProCyclingStats |                       |           |                        |            |
| Klasyfikacja etapu |                       |           |                        |            |
| Kolarz | Kolarz                | Państwo   | Drużyna                | Czas       |
| 1. | Alex Aranburu         | Hiszpania | Astana-Premier Tech    | 3h 45' 32" |
| 2. | Omar Fraile           | Hiszpania | Astana-Premier Tech    | + 15"      |
| 3. | Tadej Pogačar         | Słowenia  | UAE Team Emirates      | + 15"      |
| 4. | David Gaudu           | Francja   | Groupama-FDJ           | + 15"      |
| 5. | Michael Woods         | Kanada    | Israel Start-Up Nation | + 15"      |
| 6. | Primož Roglič         | Słowenia  | Jumbo-Visma            | + 15"      |
| 7. | Maximilian Schachmann | Niemcy    | Bora-Hansgrohe         | + 15"      |
| 8. | Mikel Landa           | Hiszpania | Bahrain Victorious     | + 15"      |
| 9. | Sergio Higuita        | Kolumbia  | EF Education-Nippo     | + 15"      |
| 10. | Alejandro Valverde    | Hiszpania | Movistar Team          | + 15"      |

| \| Klasyfikacja generalna \| Klasyfikacja generalna \| Klasyfikacja generalna \| Klasyfikacja generalna \| Klasyfikacja generalna \| \| Kolarz \| Kolarz \| Państwo \| Drużyna \| Czas \| \| ---------------------- \| ---------------------- \| ---------------------- \| ---------------------- \| ---------------------- \| \| 1. \| Primož Roglič \| Słowenia \| Jumbo-Visma \| 4h 03' 04" \| \| 2. \| Alex Aranburu \| Hiszpania \| Astana-Premier Tech \| + 5" \| \| 3. \| Brandon McNulty \| Stany Zjednoczone \| UAE Team Emirates \| + 6" \| \| 4. \| Tadej Pogačar \| Słowenia \| UAE Team Emirates \| + 24" \| \| 5. \| Adam Yates \| Wielka Brytania \| Ineos Grenadiers \| + 28" \| \| 6. \| Maximilian Schachmann \| Niemcy \| Bora-Hansgrohe \| + 31" \| \| 7. \| Jonas Vingegaard \| Dania \| Jumbo-Visma \| + 32" \| \| 8. \| Omar Fraile \| Hiszpania \| Astana-Premier Tech \| + 34" \| \| 9. \| Wilco Kelderman \| Holandia \| Bora-Hansgrohe \| + 40" \| \| 10. \| Pello Bilbao \| Hiszpania \| Bahrain Victorious \| + 42" \| |                       |                   |                     |            |
| |                       |                   |                     |            |
| Źródło: ProCyclingStats |                       |                   |                     |            |
| Klasyfikacja generalna |                       |                   |                     |            |
| Kolarz | Kolarz                | Państwo           | Drużyna             | Czas       |
| 1. | Primož Roglič         | Słowenia          | Jumbo-Visma         | 4h 03' 04" |
| 2. | Alex Aranburu         | Hiszpania         | Astana-Premier Tech | + 5"       |
| 3. | Brandon McNulty       | Stany Zjednoczone | UAE Team Emirates   | + 6"       |
| 4. | Tadej Pogačar         | Słowenia          | UAE Team Emirates   | + 24"      |
| 5. | Adam Yates            | Wielka Brytania   | Ineos Grenadiers    | + 28"      |
| 6. | Maximilian Schachmann | Niemcy            | Bora-Hansgrohe      | + 31"      |
| 7. | Jonas Vingegaard      | Dania             | Jumbo-Visma         | + 32"      |
| 8. | Omar Fraile           | Hiszpania         | Astana-Premier Tech | + 34"      |
| 9. | Wilco Kelderman       | Holandia          | Bora-Hansgrohe      | + 40"      |
| 10. | Pello Bilbao          | Hiszpania         | Bahrain Victorious  | + 42"      |

### Etap 3
| Amurrio - Llodio | górzysty | (167,7 km) |

| \| Klasyfikacja etapu \| Klasyfikacja etapu \| Klasyfikacja etapu \| Klasyfikacja etapu \| Klasyfikacja etapu \| \| Kolarz \| Kolarz \| Państwo \| Drużyna \| Czas \| \| ------------------ \| ------------------ \| ------------------ \| --------------------- \| ------------------ \| \| 1. \| Tadej Pogačar \| Słowenia \| UAE Team Emirates \| 4h 04' 50" \| \| 2. \| Primož Roglič \| Słowenia \| Jumbo-Visma \| + 0" \| \| 3. \| Alejandro Valverde \| Hiszpania \| Movistar Team \| + 5" \| \| 4. \| Adam Yates \| Wielka Brytania \| Ineos Grenadiers \| + 5" \| \| 5. \| Mikel Landa \| Hiszpania \| Bahrain Victorious \| + 5" \| \| 6. \| David Gaudu \| Francja \| Groupama-FDJ \| + 8" \| \| 7. \| James Knox \| Wielka Brytania \| Deceuninck-Quick Step \| + 16" \| \| 8. \| Jonas Vingegaard \| Dania \| Jumbo-Visma \| + 16" \| \| 9. \| Mauri Vansevenant \| Belgia \| Deceuninck-Quick Step \| + 16" \| \| 10. \| Brandon McNulty \| Stany Zjednoczone \| UAE Team Emirates \| + 18" \| |                    |                   |                       |            |
| |                    |                   |                       |            |
| Źródło: ProCyclingStats |                    |                   |                       |            |
| Klasyfikacja etapu |                    |                   |                       |            |
| Kolarz | Kolarz             | Państwo           | Drużyna               | Czas       |
| 1. | Tadej Pogačar      | Słowenia          | UAE Team Emirates     | 4h 04' 50" |
| 2. | Primož Roglič      | Słowenia          | Jumbo-Visma           | + 0"       |
| 3. | Alejandro Valverde | Hiszpania         | Movistar Team         | + 5"       |
| 4. | Adam Yates         | Wielka Brytania   | Ineos Grenadiers      | + 5"       |
| 5. | Mikel Landa        | Hiszpania         | Bahrain Victorious    | + 5"       |
| 6. | David Gaudu        | Francja           | Groupama-FDJ          | + 8"       |
| 7. | James Knox         | Wielka Brytania   | Deceuninck-Quick Step | + 16"      |
| 8. | Jonas Vingegaard   | Dania             | Jumbo-Visma           | + 16"      |
| 9. | Mauri Vansevenant  | Belgia            | Deceuninck-Quick Step | + 16"      |
| 10. | Brandon McNulty    | Stany Zjednoczone | UAE Team Emirates     | + 18"      |

| \| Klasyfikacja generalna \| Klasyfikacja generalna \| Klasyfikacja generalna \| Klasyfikacja generalna \| Klasyfikacja generalna \| \| Kolarz \| Kolarz \| Państwo \| Drużyna \| Czas \| \| ---------------------- \| ---------------------- \| ---------------------- \| ---------------------- \| ---------------------- \| \| 1. \| Primož Roglič \| Słowenia \| Jumbo-Visma \| 8h 07' 48" \| \| 2. \| Tadej Pogačar \| Słowenia \| UAE Team Emirates \| + 20" \| \| 3. \| Brandon McNulty \| Stany Zjednoczone \| UAE Team Emirates \| + 30" \| \| 4. \| Adam Yates \| Wielka Brytania \| Ineos Grenadiers \| + 39" \| \| 5. \| Alejandro Valverde \| Hiszpania \| Movistar Team \| + 50" \| \| 6. \| Jonas Vingegaard \| Dania \| Jumbo-Visma \| + 54" \| \| 7. \| Mikel Landa \| Hiszpania \| Bahrain Victorious \| + 1' 00" \| \| 8. \| Pello Bilbao \| Hiszpania \| Bahrain Victorious \| + 1' 08" \| \| 9. \| Mauri Vansevenant \| Belgia \| Deceuninck-Quick Step \| + 1' 09" \| \| 10. \| Maximilian Schachmann \| Niemcy \| Bora-Hansgrohe \| + 1' 09" \| |                       |                   |                       |            |
| |                       |                   |                       |            |
| Źródło: ProCyclingStats |                       |                   |                       |            |
| Klasyfikacja generalna |                       |                   |                       |            |
| Kolarz | Kolarz                | Państwo           | Drużyna               | Czas       |
| 1. | Primož Roglič         | Słowenia          | Jumbo-Visma           | 8h 07' 48" |
| 2. | Tadej Pogačar         | Słowenia          | UAE Team Emirates     | + 20"      |
| 3. | Brandon McNulty       | Stany Zjednoczone | UAE Team Emirates     | + 30"      |
| 4. | Adam Yates            | Wielka Brytania   | Ineos Grenadiers      | + 39"      |
| 5. | Alejandro Valverde    | Hiszpania         | Movistar Team         | + 50"      |
| 6. | Jonas Vingegaard      | Dania             | Jumbo-Visma           | + 54"      |
| 7. | Mikel Landa           | Hiszpania         | Bahrain Victorious    | + 1' 00"   |
| 8. | Pello Bilbao          | Hiszpania         | Bahrain Victorious    | + 1' 08"   |
| 9. | Mauri Vansevenant     | Belgia            | Deceuninck-Quick Step | + 1' 09"   |
| 10. | Maximilian Schachmann | Niemcy            | Bora-Hansgrohe        | + 1' 09"   |

### Etap 4
| Vitoria-Gasteiz - Fuenterrabía | pagórkowaty | (189,2 km) |

| \| Klasyfikacja etapu \| Klasyfikacja etapu \| Klasyfikacja etapu \| Klasyfikacja etapu \| Klasyfikacja etapu \| \| Kolarz \| Kolarz \| Państwo \| Drużyna \| Czas \| \| ------------------ \| ------------------ \| ------------------ \| ---------------------------------- \| ------------------ \| \| 1. \| Ion Izagirre \| Hiszpania \| Astana-Premier Tech \| 4h 17' 07" \| \| 2. \| Pello Bilbao \| Hiszpania \| Bahrain Victorious \| + 0" \| \| 3. \| Brandon McNulty \| Stany Zjednoczone \| UAE Team Emirates \| + 0" \| \| 4. \| Jonas Vingegaard \| Dania \| Jumbo-Visma \| + 0" \| \| 5. \| Emanuel Buchmann \| Niemcy \| Bora-Hansgrohe \| + 0" \| \| 6. \| Esteban Chaves \| Kolumbia \| BikeExchange \| + 2" \| \| 7. \| Patrick Bevin \| Nowa Zelandia \| Israel Start-Up Nation \| + 49" \| \| 8. \| James Knox \| Wielka Brytania \| Deceuninck-Quick Step \| + 49" \| \| 9. \| Quinten Hermans \| Belgia \| Intermarché-Wanty-Gobert Matériaux \| + 49" \| \| 10. \| Alejandro Valverde \| Hiszpania \| Movistar Team \| + 49" \| |                    |                   |                                    |            |
| |                    |                   |                                    |            |
| Źródło: ProCyclingStats |                    |                   |                                    |            |
| Klasyfikacja etapu |                    |                   |                                    |            |
| Kolarz | Kolarz             | Państwo           | Drużyna                            | Czas       |
| 1. | Ion Izagirre       | Hiszpania         | Astana-Premier Tech                | 4h 17' 07" |
| 2. | Pello Bilbao       | Hiszpania         | Bahrain Victorious                 | + 0"       |
| 3. | Brandon McNulty    | Stany Zjednoczone | UAE Team Emirates                  | + 0"       |
| 4. | Jonas Vingegaard   | Dania             | Jumbo-Visma                        | + 0"       |
| 5. | Emanuel Buchmann   | Niemcy            | Bora-Hansgrohe                     | + 0"       |
| 6. | Esteban Chaves     | Kolumbia          | BikeExchange                       | + 2"       |
| 7. | Patrick Bevin      | Nowa Zelandia     | Israel Start-Up Nation             | + 49"      |
| 8. | James Knox         | Wielka Brytania   | Deceuninck-Quick Step              | + 49"      |
| 9. | Quinten Hermans    | Belgia            | Intermarché-Wanty-Gobert Matériaux | + 49"      |
| 10. | Alejandro Valverde | Hiszpania         | Movistar Team                      | + 49"      |

| \| Klasyfikacja generalna \| Klasyfikacja generalna \| Klasyfikacja generalna \| Klasyfikacja generalna \| Klasyfikacja generalna \| \| Kolarz \| Kolarz \| Państwo \| Drużyna \| Czas \| \| ---------------------- \| ---------------------- \| ---------------------- \| ---------------------- \| ---------------------- \| \| 1. \| Brandon McNulty \| Stany Zjednoczone \| UAE Team Emirates \| 12h 25' 21" \| \| 2. \| Primož Roglič \| Słowenia \| Jumbo-Visma \| + 23" \| \| 3. \| Jonas Vingegaard \| Dania \| Jumbo-Visma \| + 28" \| \| 4. \| Pello Bilbao \| Hiszpania \| Bahrain Victorious \| + 36" \| \| 5. \| Tadej Pogačar \| Słowenia \| UAE Team Emirates \| + 43" \| \| 6. \| Adam Yates \| Wielka Brytania \| Ineos Grenadiers \| + 1' 02" \| \| 7. \| Emanuel Buchmann \| Niemcy \| Bora-Hansgrohe \| + 1' 07" \| \| 8. \| Alejandro Valverde \| Hiszpania \| Movistar Team \| + 1' 13" \| \| 9. \| Ion Izagirre \| Hiszpania \| Astana-Premier Tech \| + 1' 15" \| \| 10. \| Mikel Landa \| Hiszpania \| Bahrain Victorious \| + 1' 23" \| |                    |                   |                     |             |
| |                    |                   |                     |             |
| Źródło: ProCyclingStats |                    |                   |                     |             |
| Klasyfikacja generalna |                    |                   |                     |             |
| Kolarz | Kolarz             | Państwo           | Drużyna             | Czas        |
| 1. | Brandon McNulty    | Stany Zjednoczone | UAE Team Emirates   | 12h 25' 21" |
| 2. | Primož Roglič      | Słowenia          | Jumbo-Visma         | + 23"       |
| 3. | Jonas Vingegaard   | Dania             | Jumbo-Visma         | + 28"       |
| 4. | Pello Bilbao       | Hiszpania         | Bahrain Victorious  | + 36"       |
| 5. | Tadej Pogačar      | Słowenia          | UAE Team Emirates   | + 43"       |
| 6. | Adam Yates         | Wielka Brytania   | Ineos Grenadiers    | + 1' 02"    |
| 7. | Emanuel Buchmann   | Niemcy            | Bora-Hansgrohe      | + 1' 07"    |
| 8. | Alejandro Valverde | Hiszpania         | Movistar Team       | + 1' 13"    |
| 9. | Ion Izagirre       | Hiszpania         | Astana-Premier Tech | + 1' 15"    |
| 10. | Mikel Landa        | Hiszpania         | Bahrain Victorious  | + 1' 23"    |

### Etap 5
| Fuenterrabía - Ondarroa | pagórkowaty | (160,2 km) |

| \| Klasyfikacja etapu \| Klasyfikacja etapu \| Klasyfikacja etapu \| Klasyfikacja etapu \| Klasyfikacja etapu \| \| Kolarz \| Kolarz \| Państwo \| Drużyna \| Czas \| \| ------------------ \| --------------------- \| ------------------ \| ---------------------- \| ------------------ \| \| 1. \| Mikkel Frølich Honoré \| Dania \| Deceuninck-Quick Step \| 3h 39' 54" \| \| 2. \| Josef Černý \| Czechy \| Deceuninck-Quick Step \| + 0" \| \| 3. \| Julien Bernard \| Francja \| Trek-Segafredo \| + 17" \| \| 4. \| Daryl Impey \| Południowa Afryka \| Israel Start-Up Nation \| + 28" \| \| 5. \| Simon Clarke \| Australia \| Qhubeka Assos \| + 28" \| \| 6. \| Stefano Oldani \| Włochy \| Lotto-Soudal \| + 28" \| \| 7. \| Primož Roglič \| Słowenia \| Jumbo-Visma \| + 28" \| \| 8. \| Julien Simon \| Francja \| Total Direct Énergie \| + 28" \| \| 9. \| Magnus Cort Nielsen \| Dania \| EF Education-Nippo \| + 28" \| \| 10. \| Tadej Pogačar \| Słowenia \| UAE Team Emirates \| + 28" \| |                       |                   |                        |            |
| |                       |                   |                        |            |
| Źródło: ProCyclingStats |                       |                   |                        |            |
| Klasyfikacja etapu |                       |                   |                        |            |
| Kolarz | Kolarz                | Państwo           | Drużyna                | Czas       |
| 1. | Mikkel Frølich Honoré | Dania             | Deceuninck-Quick Step  | 3h 39' 54" |
| 2. | Josef Černý           | Czechy            | Deceuninck-Quick Step  | + 0"       |
| 3. | Julien Bernard        | Francja           | Trek-Segafredo         | + 17"      |
| 4. | Daryl Impey           | Południowa Afryka | Israel Start-Up Nation | + 28"      |
| 5. | Simon Clarke          | Australia         | Qhubeka Assos          | + 28"      |
| 6. | Stefano Oldani        | Włochy            | Lotto-Soudal           | + 28"      |
| 7. | Primož Roglič         | Słowenia          | Jumbo-Visma            | + 28"      |
| 8. | Julien Simon          | Francja           | Total Direct Énergie   | + 28"      |
| 9. | Magnus Cort Nielsen   | Dania             | EF Education-Nippo     | + 28"      |
| 10. | Tadej Pogačar         | Słowenia          | UAE Team Emirates      | + 28"      |

| \| Klasyfikacja generalna \| Klasyfikacja generalna \| Klasyfikacja generalna \| Klasyfikacja generalna \| Klasyfikacja generalna \| \| Kolarz \| Kolarz \| Państwo \| Drużyna \| Czas \| \| ---------------------- \| ---------------------- \| ---------------------- \| ---------------------- \| ---------------------- \| \| 1. \| Brandon McNulty \| Stany Zjednoczone \| UAE Team Emirates \| 16h 05' 43" \| \| 2. \| Primož Roglič \| Słowenia \| Jumbo-Visma \| + 23" \| \| 3. \| Jonas Vingegaard \| Dania \| Jumbo-Visma \| + 28" \| \| 4. \| Pello Bilbao \| Hiszpania \| Bahrain Victorious \| + 36" \| \| 5. \| Tadej Pogačar \| Słowenia \| UAE Team Emirates \| + 43" \| \| 6. \| Adam Yates \| Wielka Brytania \| Ineos Grenadiers \| + 1' 02" \| \| 7. \| Emanuel Buchmann \| Niemcy \| Bora-Hansgrohe \| + 1' 07" \| \| 8. \| Alejandro Valverde \| Hiszpania \| Movistar Team \| + 1' 13" \| \| 9. \| Ion Izagirre \| Hiszpania \| Astana-Premier Tech \| + 1' 15" \| \| 10. \| Mikel Landa \| Hiszpania \| Bahrain Victorious \| + 1' 23" \| |                    |                   |                     |             |
| |                    |                   |                     |             |
| Źródło: ProCyclingStats |                    |                   |                     |             |
| Klasyfikacja generalna |                    |                   |                     |             |
| Kolarz | Kolarz             | Państwo           | Drużyna             | Czas        |
| 1. | Brandon McNulty    | Stany Zjednoczone | UAE Team Emirates   | 16h 05' 43" |
| 2. | Primož Roglič      | Słowenia          | Jumbo-Visma         | + 23"       |
| 3. | Jonas Vingegaard   | Dania             | Jumbo-Visma         | + 28"       |
| 4. | Pello Bilbao       | Hiszpania         | Bahrain Victorious  | + 36"       |
| 5. | Tadej Pogačar      | Słowenia          | UAE Team Emirates   | + 43"       |
| 6. | Adam Yates         | Wielka Brytania   | Ineos Grenadiers    | + 1' 02"    |
| 7. | Emanuel Buchmann   | Niemcy            | Bora-Hansgrohe      | + 1' 07"    |
| 8. | Alejandro Valverde | Hiszpania         | Movistar Team       | + 1' 13"    |
| 9. | Ion Izagirre       | Hiszpania         | Astana-Premier Tech | + 1' 15"    |
| 10. | Mikel Landa        | Hiszpania         | Bahrain Victorious  | + 1' 23"    |

### Etap 6
| Ondarroa - Arrate | górski | (111,9 km) |

| \| Klasyfikacja etapu \| Klasyfikacja etapu \| Klasyfikacja etapu \| Klasyfikacja etapu \| Klasyfikacja etapu \| \| Kolarz \| Kolarz \| Państwo \| Drużyna \| Czas \| \| ------------------ \| ------------------ \| ------------------ \| --------------------- \| ------------------ \| \| 1. \| David Gaudu \| Francja \| Groupama-FDJ \| 3h 05' 42" \| \| 2. \| Primož Roglič \| Słowenia \| Jumbo-Visma \| + 0" \| \| 3. \| Alejandro Valverde \| Hiszpania \| Movistar Team \| + 35" \| \| 4. \| Adam Yates \| Wielka Brytania \| Ineos Grenadiers \| + 35" \| \| 5. \| Tadej Pogačar \| Słowenia \| UAE Team Emirates \| + 35" \| \| 6. \| Jonas Vingegaard \| Dania \| Jumbo-Visma \| + 35" \| \| 7. \| Pello Bilbao \| Hiszpania \| Bahrain Victorious \| + 1' 03" \| \| 8. \| Esteban Chaves \| Kolumbia \| BikeExchange \| + 1' 05" \| \| 9. \| Mikel Landa \| Hiszpania \| Bahrain Victorious \| + 1' 05" \| \| 10. \| Mauri Vansevenant \| Belgia \| Deceuninck-Quick Step \| + 1' 55" \| |                    |                 |                       |            |
| |                    |                 |                       |            |
| Źródło: ProCyclingStats |                    |                 |                       |            |
| Klasyfikacja etapu |                    |                 |                       |            |
| Kolarz | Kolarz             | Państwo         | Drużyna               | Czas       |
| 1. | David Gaudu        | Francja         | Groupama-FDJ          | 3h 05' 42" |
| 2. | Primož Roglič      | Słowenia        | Jumbo-Visma           | + 0"       |
| 3. | Alejandro Valverde | Hiszpania       | Movistar Team         | + 35"      |
| 4. | Adam Yates         | Wielka Brytania | Ineos Grenadiers      | + 35"      |
| 5. | Tadej Pogačar      | Słowenia        | UAE Team Emirates     | + 35"      |
| 6. | Jonas Vingegaard   | Dania           | Jumbo-Visma           | + 35"      |
| 7. | Pello Bilbao       | Hiszpania       | Bahrain Victorious    | + 1' 03"   |
| 8. | Esteban Chaves     | Kolumbia        | BikeExchange          | + 1' 05"   |
| 9. | Mikel Landa        | Hiszpania       | Bahrain Victorious    | + 1' 05"   |
| 10. | Mauri Vansevenant  | Belgia          | Deceuninck-Quick Step | + 1' 55"   |

## Klasyfikacje

### Klasyfikacja generalna
| \| Klasyfikacja generalna \| Klasyfikacja generalna \| Klasyfikacja generalna \| Klasyfikacja generalna \| Klasyfikacja generalna \| \| Kolarz \| Kolarz \| Państwo \| Drużyna \| Czas \| \| ---------------------- \| ---------------------- \| ---------------------- \| ---------------------- \| ---------------------- \| \| 1. \| Primož Roglič \| Słowenia \| Jumbo-Visma \| 19h 11' 36" \| \| 2. \| Jonas Vingegaard \| Dania \| Jumbo-Visma \| + 52" \| \| 3. \| Tadej Pogačar \| Słowenia \| UAE Team Emirates \| + 1' 07" \| \| 4. \| Adam Yates \| Wielka Brytania \| Ineos Grenadiers \| + 1' 26" \| \| 5. \| David Gaudu \| Francja \| Groupama-FDJ \| + 1' 27" \| \| 6. \| Pello Bilbao \| Hiszpania \| Bahrain Victorious \| + 1' 28" \| \| 7. \| Alejandro Valverde \| Hiszpania \| Movistar Team \| + 1' 33" \| \| 8. \| Mikel Landa \| Hiszpania \| Bahrain Victorious \| + 2' 17" \| \| 9. \| Esteban Chaves \| Kolumbia \| BikeExchange \| + 2' 38" \| \| 10. \| Ion Izagirre \| Hiszpania \| Astana-Premier Tech \| + 2' 59" \| \| 11. \| Mauri Vansevenant \| Belgia \| Deceuninck-Quick Step \| + 3' 16" \| \| 12. \| Hugh Carthy \| Wielka Brytania \| EF Education-Nippo \| + 4' 19" \| \| 13. \| Emanuel Buchmann \| Niemcy \| Bora-Hansgrohe \| + 5' 01" \| \| 14. \| James Knox \| Wielka Brytania \| Deceuninck-Quick Step \| + 5' 32" \| \| 15. \| Jakob Fuglsang \| Dania \| Astana-Premier Tech \| + 5' 54" \| \| 16. \| Rubén Fernández \| Hiszpania \| Cofidis \| + 5' 57" \| \| 17. \| Brandon McNulty \| Stany Zjednoczone \| UAE Team Emirates \| + 7' 46" \| \| 18. \| Enric Mas \| Hiszpania \| Movistar Team \| + 8' 04" \| \| 19. \| Richard Carapaz \| Ekwador \| Ineos Grenadiers \| + 9' 37" \| \| 20. \| Patrick Bevin \| Nowa Zelandia \| Israel Start-Up Nation \| + 9' 46" \| \| 21. \| Gino Mäder \| Szwajcaria \| Bahrain Victorious \| + 12' 02" \| \| 22. \| Pierre Latour \| Francja \| Total Direct Énergie \| + 13' 17" \| \| 23. \| Ben O’Connor \| Australia \| AG2R Citroën Team \| + 15' 38" \| \| 24. \| Fabio Aru \| Włochy \| Qhubeka Assos \| + 16' 24" \| \| 25. \| Sam Oomen \| Holandia \| Jumbo-Visma \| + 16' 46" \| |                    |                   |                        |             |
| |                    |                   |                        |             |
| Źródło: ProCyclingStats |                    |                   |                        |             |
| Klasyfikacja generalna |                    |                   |                        |             |
| Kolarz | Kolarz             | Państwo           | Drużyna                | Czas        |
| 1. | Primož Roglič      | Słowenia          | Jumbo-Visma            | 19h 11' 36" |
| 2. | Jonas Vingegaard   | Dania             | Jumbo-Visma            | + 52"       |
| 3. | Tadej Pogačar      | Słowenia          | UAE Team Emirates      | + 1' 07"    |
| 4. | Adam Yates         | Wielka Brytania   | Ineos Grenadiers       | + 1' 26"    |
| 5. | David Gaudu        | Francja           | Groupama-FDJ           | + 1' 27"    |
| 6. | Pello Bilbao       | Hiszpania         | Bahrain Victorious     | + 1' 28"    |
| 7. | Alejandro Valverde | Hiszpania         | Movistar Team          | + 1' 33"    |
| 8. | Mikel Landa        | Hiszpania         | Bahrain Victorious     | + 2' 17"    |
| 9. | Esteban Chaves     | Kolumbia          | BikeExchange           | + 2' 38"    |
| 10. | Ion Izagirre       | Hiszpania         | Astana-Premier Tech    | + 2' 59"    |
| 11. | Mauri Vansevenant  | Belgia            | Deceuninck-Quick Step  | + 3' 16"    |
| 12. | Hugh Carthy        | Wielka Brytania   | EF Education-Nippo     | + 4' 19"    |
| 13. | Emanuel Buchmann   | Niemcy            | Bora-Hansgrohe         | + 5' 01"    |
| 14. | James Knox         | Wielka Brytania   | Deceuninck-Quick Step  | + 5' 32"    |
| 15. | Jakob Fuglsang     | Dania             | Astana-Premier Tech    | + 5' 54"    |
| 16. | Rubén Fernández    | Hiszpania         | Cofidis                | + 5' 57"    |
| 17. | Brandon McNulty    | Stany Zjednoczone | UAE Team Emirates      | + 7' 46"    |
| 18. | Enric Mas          | Hiszpania         | Movistar Team          | + 8' 04"    |
| 19. | Richard Carapaz    | Ekwador           | Ineos Grenadiers       | + 9' 37"    |
| 20. | Patrick Bevin      | Nowa Zelandia     | Israel Start-Up Nation | + 9' 46"    |
| 21. | Gino Mäder         | Szwajcaria        | Bahrain Victorious     | + 12' 02"   |
| 22. | Pierre Latour      | Francja           | Total Direct Énergie   | + 13' 17"   |
| 23. | Ben O’Connor       | Australia         | AG2R Citroën Team      | + 15' 38"   |
| 24. | Fabio Aru          | Włochy            | Qhubeka Assos          | + 16' 24"   |
| 25. | Sam Oomen          | Holandia          | Jumbo-Visma            | + 16' 46"   |

| Klasyfikacja punktowa | Klasyfikacja punktowa | Klasyfikacja punktowa | Klasyfikacja punktowa | Klasyfikacja punktowa |
| Kolarz                | Kolarz                | Państwo               | Drużyna               | Punkty                |
| --------------------- | --------------------- | --------------------- | --------------------- | --------------------- |
| 1.                    | Primož Roglič         | Słowenia              | Jumbo-Visma           | 106 pkt               |
| 2.                    | Tadej Pogačar         | Słowenia              | UAE Team Emirates     | 75 pkt                |
| 3.                    | David Gaudu           | Francja               | Groupama-FDJ          | 61 pkt                |
| 4.                    | Jonas Vingegaard      | Dania                 | Jumbo-Visma           | 48 pkt                |
| 5.                    | Alejandro Valverde    | Hiszpania             | Movistar Team         | 44 pkt                |
| 6.                    | Brandon McNulty       | Stany Zjednoczone     | UAE Team Emirates     | 42 pkt                |
| 7.                    | Adam Yates            | Wielka Brytania       | Ineos Grenadiers      | 41 pkt                |
| 8.                    | Alex Aranburu         | Hiszpania             | Astana-Premier Tech   | 37 pkt                |
| 9.                    | Pello Bilbao          | Hiszpania             | Bahrain Victorious    | 36 pkt                |
| 10.                   | Ion Izagirre          | Hiszpania             | Astana-Premier Tech   | 35 pkt                |

| Klasyfikacja punktowa | Klasyfikacja punktowa | Klasyfikacja punktowa | Klasyfikacja punktowa | Klasyfikacja punktowa |
| Kolarz                | Kolarz                | Państwo               | Drużyna               | Punkty                |
| --------------------- | --------------------- | --------------------- | --------------------- | --------------------- |
| 1.                    | Primož Roglič         | Słowenia              | Jumbo-Visma           | 106 pkt               |
| 2.                    | Tadej Pogačar         | Słowenia              | UAE Team Emirates     | 75 pkt                |
| 3.                    | David Gaudu           | Francja               | Groupama-FDJ          | 61 pkt                |
| 4.                    | Jonas Vingegaard      | Dania                 | Jumbo-Visma           | 48 pkt                |
| 5.                    | Alejandro Valverde    | Hiszpania             | Movistar Team         | 44 pkt                |
| 6.                    | Brandon McNulty       | Stany Zjednoczone     | UAE Team Emirates     | 42 pkt                |
| 7.                    | Adam Yates            | Wielka Brytania       | Ineos Grenadiers      | 41 pkt                |
| 8.                    | Alex Aranburu         | Hiszpania             | Astana-Premier Tech   | 37 pkt                |
| 9.                    | Pello Bilbao          | Hiszpania             | Bahrain Victorious    | 36 pkt                |
| 10.                   | Ion Izagirre          | Hiszpania             | Astana-Premier Tech   | 35 pkt                |

| Klasyfikacja górska | Klasyfikacja górska | Klasyfikacja górska | Klasyfikacja górska                | Klasyfikacja górska |
| Kolarz              | Kolarz              | Państwo             | Drużyna                            | Punkty              |
| ------------------- | ------------------- | ------------------- | ---------------------------------- | ------------------- |
| 1.                  | Primož Roglič       | Słowenia            | Jumbo-Visma                        | 34 pkt              |
| 2.                  | Tadej Pogačar       | Słowenia            | UAE Team Emirates                  | 27 pkt              |
| 3.                  | David Gaudu         | Francja             | Groupama-FDJ                       | 20 pkt              |
| 4.                  | Hugh Carthy         | Wielka Brytania     | EF Education-Nippo                 | 17 pkt              |
| 5.                  | Antwan Tolhoek      | Holandia            | Jumbo-Visma                        | 15 pkt              |
| 6.                  | Quinten Hermans     | Belgia              | Intermarché-Wanty-Gobert Matériaux | 14 pkt              |
| 7.                  | Brandon McNulty     | Stany Zjednoczone   | UAE Team Emirates                  | 12 pkt              |
| 8.                  | Patrick Bevin       | Nowa Zelandia       | Israel Start-Up Nation             | 11 pkt              |
| 9.                  | Ben O’Connor        | Australia           | AG2R Citroën Team                  | 11 pkt              |
| 10.                 | Alejandro Valverde  | Hiszpania           | Movistar Team                      | 11 pkt              |

| Klasyfikacja górska | Klasyfikacja górska | Klasyfikacja górska | Klasyfikacja górska                | Klasyfikacja górska |
| Kolarz              | Kolarz              | Państwo             | Drużyna                            | Punkty              |
| ------------------- | ------------------- | ------------------- | ---------------------------------- | ------------------- |
| 1.                  | Primož Roglič       | Słowenia            | Jumbo-Visma                        | 34 pkt              |
| 2.                  | Tadej Pogačar       | Słowenia            | UAE Team Emirates                  | 27 pkt              |
| 3.                  | David Gaudu         | Francja             | Groupama-FDJ                       | 20 pkt              |
| 4.                  | Hugh Carthy         | Wielka Brytania     | EF Education-Nippo                 | 17 pkt              |
| 5.                  | Antwan Tolhoek      | Holandia            | Jumbo-Visma                        | 15 pkt              |
| 6.                  | Quinten Hermans     | Belgia              | Intermarché-Wanty-Gobert Matériaux | 14 pkt              |
| 7.                  | Brandon McNulty     | Stany Zjednoczone   | UAE Team Emirates                  | 12 pkt              |
| 8.                  | Patrick Bevin       | Nowa Zelandia       | Israel Start-Up Nation             | 11 pkt              |
| 9.                  | Ben O’Connor        | Australia           | AG2R Citroën Team                  | 11 pkt              |
| 10.                 | Alejandro Valverde  | Hiszpania           | Movistar Team                      | 11 pkt              |

| Klasyfikacja młodzieżowa | Klasyfikacja młodzieżowa | Klasyfikacja młodzieżowa | Klasyfikacja młodzieżowa | Klasyfikacja młodzieżowa |
| Kolarz                   | Kolarz                   | Państwo                  | Drużyna                  | Czas                     |
| ------------------------ | ------------------------ | ------------------------ | ------------------------ | ------------------------ |
| 1.                       | Jonas Vingegaard         | Dania                    | Jumbo-Visma              | 19h 12' 28"              |
| 2.                       | Tadej Pogačar            | Słowenia                 | UAE Team Emirates        | + 15"                    |
| 3.                       | David Gaudu              | Francja                  | Groupama-FDJ             | + 35"                    |
| 4.                       | Mauri Vansevenant        | Belgia                   | Deceuninck-Quick Step    | + 2' 24"                 |
| 5.                       | Brandon McNulty          | Stany Zjednoczone        | UAE Team Emirates        | + 6' 54"                 |
| 6.                       | Gino Mäder               | Szwajcaria               | Bahrain Victorious       | + 11' 10"                |
| 7.                       | Sergio Higuita           | Kolumbia                 | EF Education-Nippo       | + 16' 22"                |
| 8.                       | Ilan Van Wilder          | Belgia                   | Team DSM                 | + 16' 38"                |
| 9.                       | Mark Donovan             | Wielka Brytania          | Team DSM                 | + 20' 30"                |
| 10.                      | Edward Dunbar            | Irlandia                 | Ineos Grenadiers         | + 28' 00"                |

| Klasyfikacja młodzieżowa | Klasyfikacja młodzieżowa | Klasyfikacja młodzieżowa | Klasyfikacja młodzieżowa | Klasyfikacja młodzieżowa |
| Kolarz                   | Kolarz                   | Państwo                  | Drużyna                  | Czas                     |
| ------------------------ | ------------------------ | ------------------------ | ------------------------ | ------------------------ |
| 1.                       | Jonas Vingegaard         | Dania                    | Jumbo-Visma              | 19h 12' 28"              |
| 2.                       | Tadej Pogačar            | Słowenia                 | UAE Team Emirates        | + 15"                    |
| 3.                       | David Gaudu              | Francja                  | Groupama-FDJ             | + 35"                    |
| 4.                       | Mauri Vansevenant        | Belgia                   | Deceuninck-Quick Step    | + 2' 24"                 |
| 5.                       | Brandon McNulty          | Stany Zjednoczone        | UAE Team Emirates        | + 6' 54"                 |
| 6.                       | Gino Mäder               | Szwajcaria               | Bahrain Victorious       | + 11' 10"                |
| 7.                       | Sergio Higuita           | Kolumbia                 | EF Education-Nippo       | + 16' 22"                |
| 8.                       | Ilan Van Wilder          | Belgia                   | Team DSM                 | + 16' 38"                |
| 9.                       | Mark Donovan             | Wielka Brytania          | Team DSM                 | + 20' 30"                |
| 10.                      | Edward Dunbar            | Irlandia                 | Ineos Grenadiers         | + 28' 00"                |

| Klasyfikacja drużynowa | Klasyfikacja drużynowa | Klasyfikacja drużynowa       | Klasyfikacja drużynowa |
| Drużyna                | Drużyna                | Państwo                      | Czas                   |
| ---------------------- | ---------------------- | ---------------------------- | ---------------------- |
| 1.                     | Jumbo-Visma            | Holandia                     | 57h 47' 23"            |
| 2.                     | Bahrain Victorious     | Bahrajn                      | + 3' 18"               |
| 3.                     | UAE Team Emirates      | Zjednoczone Emiraty Arabskie | + 18' 04"              |
| 4.                     | Astana-Premier Tech    | Kazachstan                   | + 18' 26"              |
| 5.                     | Deceuninck-Quick Step  | Belgia                       | + 20' 04"              |
| 6.                     | Movistar Team          | Hiszpania                    | + 23' 14"              |
| 7.                     | Ineos Grenadiers       | Wielka Brytania              | + 26' 53"              |
| 8.                     | Cofidis                | Francja                      | + 30' 30"              |
| 9.                     | Bora-Hansgrohe         | Niemcy                       | + 32' 45"              |
| 10.                    | Team BikeExchange      | Australia                    | + 53' 34"              |

| Klasyfikacja drużynowa | Klasyfikacja drużynowa | Klasyfikacja drużynowa       | Klasyfikacja drużynowa |
| Drużyna                | Drużyna                | Państwo                      | Czas                   |
| ---------------------- | ---------------------- | ---------------------------- | ---------------------- |
| 1.                     | Jumbo-Visma            | Holandia                     | 57h 47' 23"            |
| 2.                     | Bahrain Victorious     | Bahrajn                      | + 3' 18"               |
| 3.                     | UAE Team Emirates      | Zjednoczone Emiraty Arabskie | + 18' 04"              |
| 4.                     | Astana-Premier Tech    | Kazachstan                   | + 18' 26"              |
| 5.                     | Deceuninck-Quick Step  | Belgia                       | + 20' 04"              |
| 6.                     | Movistar Team          | Hiszpania                    | + 23' 14"              |
| 7.                     | Ineos Grenadiers       | Wielka Brytania              | + 26' 53"              |
| 8.                     | Cofidis                | Francja                      | + 30' 30"              |
| 9.                     | Bora-Hansgrohe         | Niemcy                       | + 32' 45"              |
| 10.                    | Team BikeExchange      | Australia                    | + 53' 34"              |

### Liderzy klasyfikacji
| Etap   |                                     | Pierwsze miejsce _    | Klasyfikacja generalna | Punktowa      | Górska                | Młodzieżowa      | Drużynowa _         |
| ------ | ----------------------------------- | --------------------- | ---------------------- | ------------- | --------------------- | ---------------- | ------------------- |
| 1      | jazda indywidualna na czas pod górę | Primož Roglič         | Primož Roglič          | Primož Roglič | Tadej Pogačar         | Brandon McNulty  | Jumbo-Visma         |
| 2      | pagórkowaty                         | Alex Aranburu         | Primož Roglič          | Primož Roglič | Maximilian Schachmann | Brandon McNulty  | Astana-Premier Tech |
| 3      | górzysty                            | Tadej Pogačar         | Primož Roglič          | Primož Roglič | Tadej Pogačar         | Tadej Pogačar    | Jumbo-Visma         |
| 4      | pagórkowaty                         | Ion Izagirre          | Brandon McNulty        | Primož Roglič | Tadej Pogačar         | Brandon McNulty  | Jumbo-Visma         |
| 5      | pagórkowaty                         | Mikkel Frølich Honoré | Brandon McNulty        | Primož Roglič | Tadej Pogačar         | Brandon McNulty  | Jumbo-Visma         |
| 6      | górski                              | David Gaudu           | Primož Roglič          | Primož Roglič | Primož Roglič         | Jonas Vingegaard | Jumbo-Visma         |
| Koniec | Koniec                              |                       | Primož Roglič          | Primož Roglič | Primož Roglič         | Jonas Vingegaard | Jumbo-Visma         |